# Имабари
Имабари (јап. 今治市) град је у Јапану у префектури Ехиме. Према попису становништва из 2005. у граду је живело 173.983 становника.

## Становништво
Према подацима са пописа, у граду је 2005. године живело 173.983 становника.
| 1995.   | 2000.   | 2005.   |
| ------- | ------- | ------- |
| 185.435 | 180.627 | 173.983 |